# Edward Ives
Edward Ives, född den 3 januari 1961 i Mount Kisco i USA, är en amerikansk roddare.
Han tog OS-silver i fyra med styrman i samband med de olympiska roddtävlingarna 1984 i Los Angeles.